# Species inquirenda
En la classificació biològica, una species inquirenda (pl. species inquirendae) és una espècie d'identitat dubtosa que requereix més recerca. L'ús d'aquesta locució llatina en la literatura biològica es remunta almenys a principis del segle dinou.